# IC 365
IC 365 — галактика типу S0-a (спіральна галактика) у сузір'ї Телець.
Цей об'єкт міститься в оригінальній редакції індексного каталогу.